# John Garand
John pablo Garand (1 de enero de 1888-16 de febrero de 1974) fue un ingeniero y diseñador de armas de fuego canadiense. Es el creador del fusil semiautomático M1 Garand, que emplearon los soldados estadounidenses en la Segunda Guerra Mundial y la Guerra de Corea.

## Biografía
Nació en Sáint-Rémi, Quebec (Canadá). Emigró a los Estados Unidos y en Jewett City, Connecticut, comenzó a trabajar en una fábrica textil a los 18 años. Luego trabajó en una fábrica de herramientas en Rhode Island, en 1909.
Garand fue nombrado para un cargo en el United States Bureau of Standards, en Washington D.C. Aquí creó un modelo de arma automática en 1919, tarde para su uso en la Primera Guerra Mundial, pero Garand siguió siendo empleado en el arsenal de Springfield, Massachusetts, desde 1919 hasta 1953, cuando se retiró. En Springfield creó el fusil que lleva su nombre: el M1 Garand, que patentó en 1932. La producción en masa del M1 Garand comenzó en 1936. Se fabricaron más de cinco millones unidades del fusil.
Falleció en Springfield, a la edad de 86 años. 